# انارستان (دشتستان)
انارستان، روستایی است از توابع بخش ارم در شهرستان دشتستان استان بوشهر ایران.

## جمعیت
این روستا در دهستان ارم قرار داشته و براساس سرشماری سال ۱۳۸۵ جمعیت آن ۸۲نفر (۲۰خانوار) می‌باشد.